# Рагу (Дамбовица)
Рагу (рум. Ragu) насеље је у Румунији у округу Дамбовица у општини Улиешти. Oпштина се налази на надморској висини од 156 m.

## Становништво
Према подацима из 2002. године у насељу је живело 793 становника, од којих су сви румунске националности.